# Ровер (фильм, 2014)
«Ровер» (англ. The Rover) — остросюжетный фильм режиссёра Дэвида Мишо, снятый им по собственному сценарию в 2014 году.
Действие фильма разворачивается в австралийской пустыне через десять лет после глобального экономического коллапса. Главные роли исполнили Гай Пирс и Роберт Паттинсон. Премьерный показ фильма состоялся на кинофестивале в Каннах 18 мая 2014 года, где он демонстрировался вне конкурса в рамках программы «Полуночные показы». «Ровер» демонстрировался на кинофестивале в Сиднее 7 июня 2014 года, премьера в австралийском прокате состоялась 12 июня 2014 года. В России фильм вышел 11 сентября 2014 года. Фильм номинировался в пяти категориях премии Австралийской академии кинематографа и телевидения (AACTA Awards): за лучшую режиссуру, лучшую мужскую роль (Гай Пирс), лучшую мужскую роль второго плана (Роберт Паттинсон), лучшую художественную постановку и лучшую музыку. «Ровер» получил две награды: за лучшую женскую роль второго плана (Сьюзэн Прайор) и лучший звук.

## Сюжет
Через десять лет после экономического коллапса засушливые внутренние районы Австралии превратились в территорию криминального хаоса и нищеты. Порядок пытаются поддерживать немногочисленные военные патрули.
Арчи (Дэвид Филд), Калеб (Таванда Маньимо) и Генри (Скут Макнейри) удирают на своём пикапе после только что совершённого ограбления, бросив тяжело раненного брата Генри по имени Рей (Роберт Паттинсон), которого они посчитали убитым. Калеб теряет управление и машина попадает в кювет. Грабители бросают пикап и угоняют стоящий неподалёку автомобиль Эрика (Гай Пирс). Эрик вытаскивает пикап из кювета и преследует угонщиков. После недолгой погони они останавливаются и дают понять Эрику, что не вернут его машину. Он атакует вооружённых угонщиков голыми руками, но получает оглушающий удар прикладом по голове.
Очнувшись через некоторое время, Эрик возобновляет преследование и приезжает в небольшой городок, где расспрашивает об автомобиле немногочисленных местных жителей. В поисках информации он заходит в опиумный притон, где обнаруживает акробатов и карлика из приехавшего в город цирка-шапито. Эрик говорит карлику, что ему нужно оружие. Тот ведёт его в свой трейлер и предлагает на выбор несколько пистолетов. У Эрика не оказывается нужной суммы и он убивает карлика. Эрик возвращается к пикапу, где его замечает сумевший добраться до городка раненый Рей и спрашивает о судьбе своего брата Генри и остальных пассажиров пикапа. Эрик в ответ пытается узнать у Рея, куда может направиться его брат, но тот теряет сознание. От владельца магазина Эрик узнаёт, что в нескольких десятках километров от городка живёт врач, и везёт туда Рея.
Женщина-врач Дороти Пайпс (Сьюзэн Прайор) проводит операцию и зашивает рану Рея. В доме она держит брошенных хозяевами собак, к которым Эрик проявляет пристальный интерес. Утром к дому подъезжают два автомобиля. Пассажиры оказываются акробатами из бродячего цирка, приехавшими отомстить убийце карлика. Они сразу же убивают сожителя Дороти, затем Эрик убивает всех троих из винтовки и уезжает вместе с Реем.
По дороге Рей рассказывает Эрику, что Генри вместе с остальными поехал в Карлун, находящийся в нескольких сотнях миль к югу. Далее попутчики останавливаются в мотеле. Когда Эрик выходит из номера, Рей находит его револьвер и замечает проезжающий мимо военный Хаммер. Через некоторое время раздаётся стук в номер, перепуганный Рей стреляет в дверь, убивая девочку, дочь хозяйки мотеля. Солдат (Нэш Эдгертон) выходит из Хаммера и начинает обстреливать мотель, его убивает Эрик.
В следующий раз Эрик и Рей ночуют под открытым небом возле заброшенной шахты. Утром Эрика арестовывают двое солдат и отвозят его на небольшую военную базу. На территорию базы проникает Рей, ему удаётся застрелить всех троих солдат и освободить Эрика. Вскоре они появляются в Карлуне и находят дом, где скрывается банда. Эрик и Рей проникают в дом на рассвете. Пока Эрик держит под прицелом Арчи и Калеба, Рей заходит в другую комнату и наставляет револьвер на Генри, который, улучив момент, тоже достаёт пистолет. Рей нервничает и случайно стреляет в стену, в ответ Генри тоже непроизвольно нажимает на спусковой крючок — пуля попадает Рею в шею. Услышав стрельбу, Эрик стреляет в Калеба и Арчи, обнаруживает мёртвого Рея и убивает Генри, оставляя в живых пожилого хозяина дома, затем сжигает все трупы во дворе.
В финале выясняется причина одержимости Эрика поиском своей машины. В багажнике лежит его умерший пёс, которого Эрик собирался похоронить.

## В ролях
| Актёр            | Роль                              |
| ---------------- | --------------------------------- |
| Гай Пирс         | Эрик                              |
| Роберт Паттинсон | Рейнольдс                         |
| Скут Макнейри    | Генри старший брат Рейнольдса     |
| Джиллиан Джонс   | Бабушка хозяйка опиумного притона |
| Дэвид Филд       | Арчи член группировки Рейнольдса  |
| Таванда Маньимо  | Калеб член группировки Рейнольдса |
| Энтони Хейз      | сержант Рикофферсон               |
| Сьюзэн Прайор    | Дороти Пиплс врач                 |
| Нэш Эдгертон     | Солдат                            |
| Джейми Фэллон    | Колин                             |
| Сэмюэл Ф. Ли     | Китайский акробат                 |

## Работа над фильмом

### Сценарий
Идея фильма возникла в 2007 году, когда Дэвид Мишо и его друг, актёр Джоэл Эдгертон приехали в Лос-Анджелес. В то время Мишо был начинающим кинематографистом и успел поставить несколько успешных короткометражных фильмов по собственным сценариям. В течение 10 дней Мишо и Эдгертон вместе прорабатывали сюжетную основу, затем Мишо превратил эти наработки в сценарий полнометражного фильма, планируя заняться постановкой самостоятельно. Работу над «Ровером» пришлось отложить на несколько лет, чтобы заняться съёмкой криминального триллера «Царство животных». Успех полнометражного дебюта позволил Дэвиду привлечь внимание австралийских продюсеров к своему следующему проекту.
Лиз Уоттс, продюсер «Царства животных», увидев черновик сценария к «Роверу», сразу же согласилась продолжить сотрудничество. Затем к проекту присоединился Дэвид Линд.

### Кастинг
Гай Пирс снимался в «Царстве животных», и Дэвид Мишо писал роль главного героя, безымянного бродяги, специально для Пирса.
Я хотел, чтобы герой был человеком, который пережил общемировой коллапс, но помнил о прежних временах, когда всё было по-другому, и носил в себе затаённое негодование, готовое в любой момент вырваться наружу со смертельно опасными последствиями… Когда я начал обдумывать всё это, то сразу вспомнил о Гае.
После успешного полнометражного дебюта у режиссёра появилась определённая свобода в выборе актёров. Мишо отправился в Лос-Анджелес, где совместно с кастинг-директором Кирсти Макгрегор и Тори Мецгером из кинокомпании Lava Bear приступил к прослушиваниям кандидатов на роль Рея и остановил свой выбор на Роберте Паттинсоне. Паттинсон к этому времени уже не ассоциировался исключительно с молодёжной вампирской сагой «Сумерки (фильм, 2008)», успел сняться в «Космополисе» Кроненберга, но всё ещё не был достаточно уверен в себе:

Сценарий был необычным, и в какой-то момент, читая его, я подумал: «я бы с удовольствием поучаствовал бы во всём этом, но мне никогда не получить эту роль».
— Интервью Роберта Паттинсона.
В 2011 году Мишо встрел в Новом Орлеане Скута Макнейри на съёмочной площадке фильма Эндрю Доминика «Ограбление казино». Мишо был впечатлён игрой Макнейри, они обсудили роль Рея и оба пришли к выводу, что актёр всё же не подходит на неё из-за возраста. Когда начался кастинг «Ровера», режиссёр сразу же предложил Макнейри роль Генри, старшего брата Рея.

## Съёмки
Съёмочный период начался 28 января 2013 года в южной части австралийского горного хребта Флиндерс. Съёмки продолжались более семи недель в нескольких городах Южной Австралии: Хаммонде, Куорне, Копли и Ли Крике. Последний трёхнедельный съёмочный период завершился 16 марта в небольшом городке Марри с населением чуть больше ста человек, в 685 километрах к северу от Аделаиды. Некоторые из жителей Марри и Кворна получили небольшие роли в фильме.

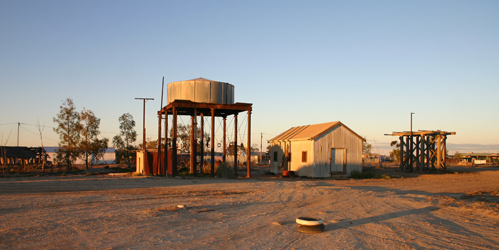
Город Марри, Австралия.

На начальном этапе съёмок основным препятствием стала сильная жара. Период с ноября по март в районе хребта Флиндерс является самым жарким и засушливым в году. Температура в некоторых городах днём доходила до 50 градусов Цельсия.
«Ровер» был снят на плёночную камеру формата «Супер-35». Оператор Наташа Брайер объяснила свой выбор эстетическими предпочтениями, добавив, что в экстремальных условиях, при сильной жаре и высококонтрастном освещении с плёнкой работать удобнее, чем с цифровой кинокамерой. В итоге «Ровер» стал последним австралийским фильмом, снятым на плёнку — через некоторое время в Австралии не осталось лабораторий, занимающихся проявкой киноплёнки.
Монтаж, работа со звуком и спецэффектами заняли около полугода и были выполнены в Сиднее.

## Прокат
В Австралии премьера фильма состоялась 12 июня 2014 года. В США «Ровер» появился сначала в ограниченном прокате в Лос-Анджелесе и Нью-Йорке 13 июня 2014 года, затем 20 июля — по всей стране. В России «Ровер» вышел 11 сентября 2014 года.

## Критика
«Ровер» критиковали за «провисание» сюжета во второй половине фильма, отдельные нестыковки в сценарии, попытку скрыть плохую проработку персонажей за многозначительной недосказанностью. Кинокритик Тай Берр в своей статье обращает внимание на фразу Рея «Не всё должно быть о чём-то» (англ. Not everything has to be about something) и выдвигает предположение о том, что Мишо, вероятно, осознавал, что недосказанность может быть воспринята в штыки определённой частью аудитории, и решил подчеркнуть осознанное стремление к минимализму. Энтони Скотт, ведущий кинокритик The New York Times, видит в этом стремлении причину отсутствия ясности нарратива — мотивы некоторых поступков героев (прежде всего Эрика) непонятны зрителю из-за недостаточной проработки окружающего постапокалиптического мира. К тому же выводу приходит и кинообозреватель «Коммерсанта» Анна Сотникова:

Мишо отказывается объяснять, щедро украшает свой фильм гротескными деталями и живописными пейзажами, не замечая, что в результате у него получается симпатичная поделка, заполненная многозначительной пустотой.

Обозреватель Егор Московитин считает сценарий «Ровера» слабым и особенно критикует финальную сцену с собакой в багажнике:

…Но проблема «Ровера» в том, что за сильной и искренней сценой следует ещё одна кульминация — и в ней фильм уже устанавливает абсолютный рекорд сентиментальной пошлости в своём и так не слишком высоком жаре. Этот финал, по сути, является ревизией самого памятного кадра «Безумного Макса»…

Мнение критиков об игре Роберта Паттинсона разделились. Одни считают, что актёру удалось убедительно сыграть роль недалёкого младшего брата, нуждающегося в постоянной опеке старших, другие отметили, что Паттинсон явно переигрывает — в кадре он постоянно подёргивается и заикается.
По состоянию на июнь 2018 года рейтинг фильма на агрегаторе «Rotten Tomatoes» составляет 66 % со средней оценкой 6,4 балла по 10-балльной шкале.

## Современный постапокалипсис
Многие кинокритики упоминали в обзоре фильм 1979 года «Безумный Макс», со временем развившийся в медиафраншизу из нескольких фильмов, комиксов и видеоигр, из-за присутствия очевидных параллелей: австралийская пустыня, мир после глобальной катастрофы, главный герой и его автомобиль. Тарантино назвал фильм «лучшим постапокалиптическим вестерном после „Безумного Макса“».
«Ровер» нельзя отнести к классическому постапокалипсису. Здесь нет глобальной экологической катастрофы с практически полным разрушением цивилизации и банд необычно одетых дикарей. В мире «Ровера» сохранились деньги, на них можно купить еду и бензин, люди продолжают жить в обычных, пусть и сильно обветшалых, домах. Фильм заимствует из пост-апокалиптического жанра одно из главных клише, перешедшее туда из вестернов — главный герой, сеящий вокруг себя смерть, обязан быть немногословным.
Дэвид Мишо, работая над сценарием, отказался от одного из главных штампов постапокалиптического произведения — неожиданной и непредсказуемой причины коллапса, в качестве которых обычно используют ядерную войну, экологическую катастрофу или глобальную эпидемию. В качестве события-катастрофы он выбрал тяжёлый экономический кризис, развивавшийся в течение нескольких лет — моделью послужил развернувшийся в 2008 году мировой экономический кризис. Мишо стремился отразить в мире «Ровера» США и Австралию времён золотой лихорадки XIX века и современные страны третьего мира с ресурсодобывающей экономикой, такие как Сьерра-Леоне, Конго, Нигерия и Гвинея.

## Музыка в фильме

### Саундтрек
| №                   | Название                                                                              | Исполнители                         | Длительность |
| ------------------- | ------------------------------------------------------------------------------------- | ----------------------------------- | ------------ |
| 1.                  | «Meak Mer Nov Odor Meanchhey»                                                         | Сэви Хенг и Джейсм Сесил            |              |
| 2.                  | «Backpack»                                                                            | Гэбби Ла Ла                         |              |
| 3.                  | «Trilogy- The Three Ages of Man: Memories»                                            | Франсес-Мари Юитти                  |              |
| 4.                  | «Time is Advancing with Fitful Irregularity»                                          | Колин Стетсон                       |              |
| 5.                  | «As a Bird or Branch»                                                                 | Колин Стетсон                       |              |
| 6.                  | «Awake on Foreign Shores»                                                             | Колин Стетсон                       |              |
| 7.                  | «Ko-Tha- Three Dances Of Shiva: Transcription For Double Bass By Fernando Grillo - I» | Роберт Блэк                         |              |
| 8.                  | «Do I Worry?»                                                                         | The Ink Spots                       |              |
| 9.                  | «Djed»                                                                                | Tortoise                            |              |
| 10.                 | «I Heard the Voice of Jesus Say»                                                      | Патти Роузмон, Фрэнк и Один Роузмон |              |
| 11.                 | «Pretty Girl Rock»                                                                    | Кери Хилсон                         |              |
| Общая длительность: | Общая длительность:                                                                   | Общая длительность:                 | 34:55        |

## Награды и номинации
| Год  | Категория/Конкурс                                                                                 | Категория                                                                   | Номинанты                | Результат |
| ---- | ------------------------------------------------------------------------------------------------- | --------------------------------------------------------------------------- | ------------------------ | --------- |
| 2014 | AACTA Awards (2015)                                                                               | Лучшая режиссура                                                            | Дэвид Мишо               | Номинация |
| 2014 | AACTA Awards (2015)                                                                               | Лучшая мужская роль                                                         | Гай Пирс                 | Номинация |
| 2014 | AACTA Awards (2015)                                                                               | Лучшая мужская роль второго плана                                           | Роберт Паттинсон         | Номинация |
| 2014 | AACTA Awards (2015)                                                                               | Лучшая женская роль второго плана                                           | Сьюзэн Прайор            | Победа    |
| 2014 | AACTA Awards (2015)                                                                               | Лучшая художественная постановка                                            | Джозефин Форд            | Номинация |
| 2014 | AACTA Awards (2015)                                                                               | Лучшая музыка к фильму                                                      | Энтони Партос            | Номинация |
| 2014 | AACTA Awards (2015)                                                                               | Лучшая музыка к фильму                                                      | Сэм Питти                | Номинация |
| 2014 | AACTA Awards (2015)                                                                               | Лучший звук                                                                 | Сэм Питти                | Победа    |
| 2014 | AACTA Awards (2015)                                                                               | Лучший звук                                                                 | Дес Кенниалли            | Победа    |
| 2014 | AACTA Awards (2015)                                                                               | Лучший звук                                                                 | Джастин Энгас            | Победа    |
| 2014 | AACTA Awards (2015)                                                                               | Лучший звук                                                                 | Брук Тризайс             | Победа    |
| 2014 | AACTA Awards (2015)                                                                               | Лучший звук                                                                 | Френсис Уорд Линдси      | Победа    |
| 2014 | AACTA Awards (2015)                                                                               | Лучший звук                                                                 | Роберт Маккензи          | Победа    |
| 2014 | премия Ассоциация кинокритиков Австралии                                                          | Лучшая режиссура                                                            | Дэвид Мишо               | Номинация |
| 2014 | премия Ассоциация кинокритиков Австралии                                                          | Лучший актёр                                                                | Гай Пирс                 | Номинация |
| 2014 | премия Ассоциация кинокритиков Австралии                                                          | Лучшая мужская роль второго плана                                           | Роберт Паттинсон         | Номинация |
| 2014 | премия Ассоциация кинокритиков Австралии                                                          | Лучшая женская роль второго плана                                           | Сьюзэн Прайор            | Номинация |
| 2014 | премия Ассоциация кинокритиков Австралии                                                          | Лучшая женская роль второго плана                                           | Джиллиан Джонс           | Номинация |
| 2014 | премия Ассоциация кинокритиков Австралии                                                          | Лучшая операторская работа                                                  | Наташа Брайер            | Номинация |
| 2014 | Премия Гильдии художников-постановщиков Австралии (Australian Production and Design Guild Awards) | Приз студии Docklands Studios Melbourne за лучшую художественную постановку | Джозефин Форд            | Номинация |
| 2014 | Премия Гильдии австралийских специалистов по кинозвуку                                            | Лучший звук в фильме                                                        | Дес Кенниалли            | Победа    |
| 2014 | Премия Гильдии австралийских специалистов по кинозвуку                                            | Лучший звук в фильме                                                        | Марко Арлотта            | Победа    |
| 2014 | Премия Гильдии австралийских специалистов по кинозвуку                                            | Лучший звук в фильме                                                        | Роб Ноукс                | Победа    |
| 2015 | Премия Ассоциации кинокритиков Австралии                                                          | Лучшая режиссура                                                            | Дэвид Мишо               | Номинация |
| 2015 | Премия Ассоциации кинокритиков Австралии                                                          | Лучшая мужская роль                                                         | Гай Пирс                 | Номинация |
| 2015 | Премия Ассоциации кинокритиков Австралии                                                          | Лучшая мужская роль второго плана                                           | Роберт Паттинсон         | Номинация |
| 2015 | Премия Ассоциации кинокритиков Австралии                                                          | Лучшая женская роль второго плана                                           | Сьюзэн Прайор            | Номинация |
| 2015 | Премия Ассоциации кинокритиков Австралии                                                          | Лучша художественная постановка                                             | Джозефин Форд            | Номинация |
| 2015 | Премия Ассоциации кинокритиков Австралии                                                          | Лучшая музыка к фильму                                                      | Энтони Партос            | Номинация |
| 2014 | Премия Ассоциации кинопродюсеров Австралии                                                        | Лучшая продюсерская работа                                                  | PorchLight Entertainment | Номинация |
| 2014 | Кинофестиваль в Сиднее                                                                            | Лучший фильм                                                                | Дэвид Мишо               | Номинация |

## Комментарии
1. ↑  Главный герой ни разу не называет своего имени, оно упоминается лишь в титрах[9].
2. ↑  Фильм «Царство животных» получил несколько наград на разных кинофестивалях. Актриса Джеки Уивер номинировалась на «Оскар» за лучшую женскую роль второго плана.
3. ↑  Например, обозреватель Time Ричард Корлисс находит странным то обстоятельство, что Генри с сообщниками, только что совершившие вооружённое ограбление, не застрелили Эрика, когда он догнал их на пикапе[15].
4. ↑  Во время привала Рей рассказывает длинную историю из своей жизни с братом. Эрик не проявляет к ней интереса (его одержим главной целью — найти Генри и вернуть свою машину) и спрашивает, с какой целью Рей ему всё это рассказывает. Рей отвечает этой фразой.